# Топольовка (Олов'яннинський район)
То́польовка (рос. Тополёвка) — селище у складі Олов'яннинського району Забайкальського краю, Росія. Входить до складу Олов'яннинського міського поселення.

## Населення
Населення — 202 особи (2010; 346 у 2002).
Національний склад (станом на 2002 рік):
- росіяни — 87 %